# جيمس باتريك
جيمس باتريك (بالإنجليزية: James Patrick)‏  (و. 1982 –  م) هو لاعب كرة قدم أمريكية، ولد في توسكيجي، ألاباما.